# 日本整形内科学研究会
一般社団法人日本整形内科学研究会（にほんせいけいないかがくけんきゅうかい、英文名称：Japanese Non-surgical Orthopedics Society 略称：JNOS）は、Fasciaに関係する運動器疼痛および難治性疼痛等における診療・学術・教育・研究の発展を主目的として設立された、医師、歯科医師、医療従事者資格所持者等による学術団体。

## 沿革
- 2008年2月  - 医師等7名で筋・筋膜性疼痛症候群(MPS)研究会を発足
- 2012年6月  - 多業種連携を強化する為、会員資格を医師・歯科医医師外にも広げる
- 2017年12月 - 会員数が約1200名に達する
- 2018年4月 - 一般社団法人 日本整形内科学研究会を設立。

## 主な事業内容
- Fasciaに関係する運動器疼痛および難治性疼痛等における診療・学術・教育・研究の発展
- 整形内科学を確立するための基礎・臨床研究の促進と情報交換、及び学会化へ向けての活動
- 診療に係る医薬品、医療機器、診断薬等の研究・開発
- 整形内科学に携わる医療専門職の職域と教育研修システムの確立および円滑な多職種連携を図ること
- 学術集会、講演会、研究会等の開催
- 研修事業
- 関連学術団体との研究協力と連携
- 学術誌の発行
- 広報事業
- 社会保障制度に関する調査、研究及び提言
- 国及び地方自治体との連携及び協力の推進